# تامارا آلویان
تامارا آرتاشسی آلویان (ارمنی: Թամարա Արտաշեսի Ալոյան؛ زادهٔ ۱۹ مهٔ ۱۹۴۵) یک  سیاستمدار اهل ارمنستان است که از تاریخ ۱۹۹۰ تا تاریخ ۱۹۹۵ سمت نمایندگی دوره اول شورای عالی جمهوری ارمنستان را برعهده داشت.

## زندگی‌نامه
در ۱۹ مهٔ ۱۹۴۵ در ارمنستان به دنیا آمد . 